# Přezletice
Přezletice (německy Predletitz, v historii (doloženo např. v letech 1437, 1533, 1844) a lidově též ve variantě Předletice) jsou obec v okrese Praha-východ ve Středočeském kraji. Rozkládá se v sousedství Prahy-Vinoře, asi patnáct kilometrů severovýchodně od centra Prahy a osm kilometrů jihozápadně od města Brandýs nad Labem-Stará Boleslav. Žije zde přibližně 2 300 obyvatel.
Jádrem Přezletic je prostranství Horní náves a jihovýchodně od něj souběžná ulice Dolní náves. Mezi oběma návsi stojí obecní úřad. Severovýchodně od centra obce je areál bývalého zemědělského družstva, později využívaný firmou Nowastav. Kolem původního centra Přezletic vyrostlo mnoho ulic s rodinnými domky.

## Historie
První písemná zmínka o vesnici pochází z roku 1352, kdy ji koupil pekař Pecold Čepice od vdovy Freclina z Posenpacha, hofrychtéře měst královských. Od konce 16. století byly Přezletice připojeny ke Ctěnicím. Přezletice spadaly v minulosti vždy do vinořské farnosti a k vinořské škole.

### Jednání o připojení k Praze
Na jaře roku 2007 požádalo zastupitelstvo obce Přezletice o zahájení jednání o procesu připojení k Praze. Rada hl. m. Prahy tuto žádost podpořila a pověřila jednáním náměstka primátora Rudolfa Blažka. Ještě v roce 2007 náměstek Blažek předpokládal připojení obce v roce 2010, obec však svou žádost posléze stáhla.

## Přírodní poměry

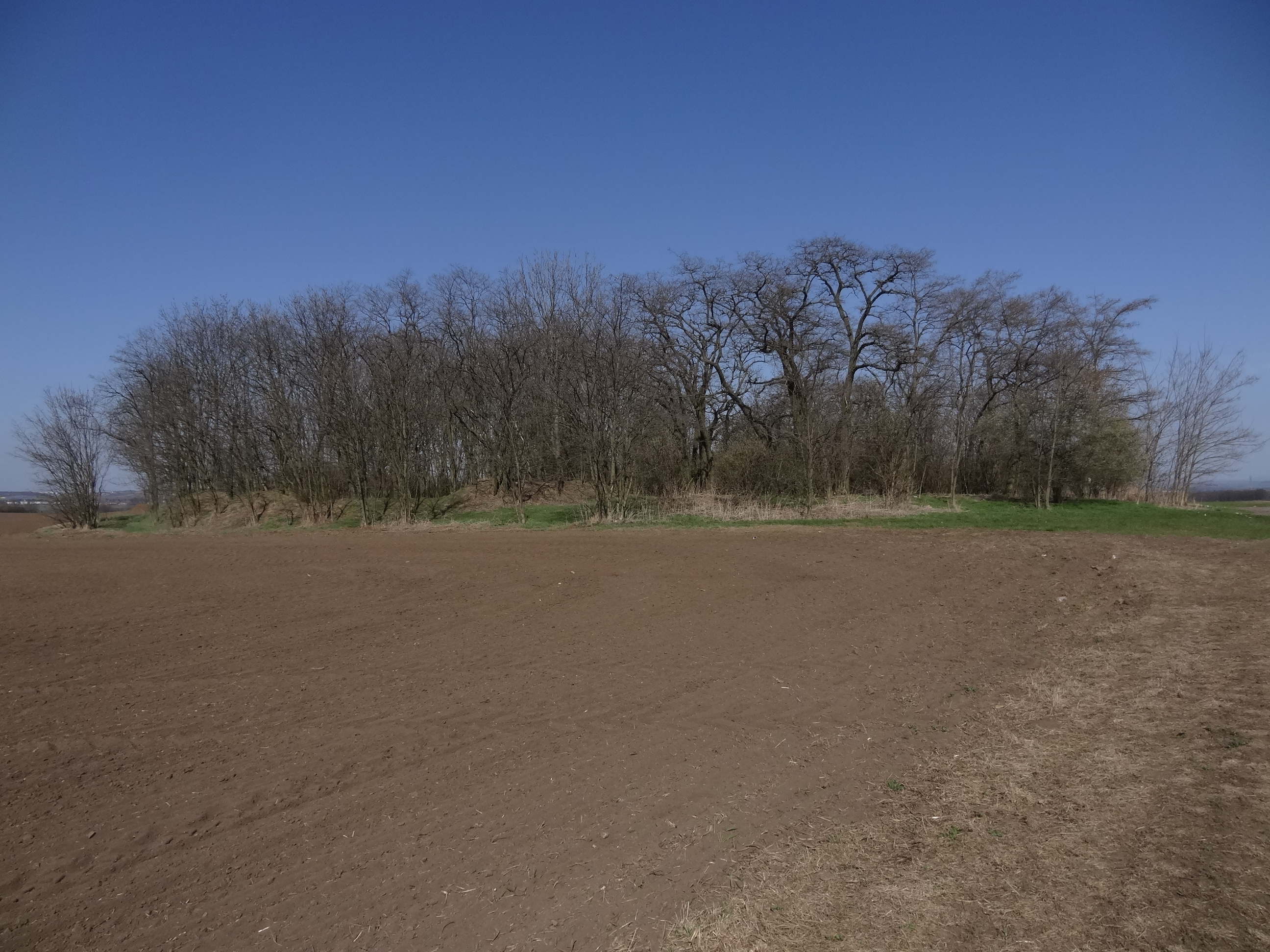
Zlatý kopec

Na jihu sousedí Přezletice s pražskou čtvrtí Vinoř (na okraji jejího území u Přezletic je Vinořský háj zvaný též Ctěnický háj), na východě s obcí Podolanka, na severu s obcí Brázdim, na severozápadě s obcí Veleň, na jihovýchodě s pražskou vsí Miškovice.
Jižním okrajem Přezletic protéká Ctěnický potok, který je zde regulován do otevřeného kanálu vedeného po přímce na východ směrem k Podolance. Z Přezletic se do Ctěnického potoka vlévá bezejmenný přítok, který protéká jižní částí vesnice. Ten napájí malý rybníček či spíše otevřenou nádrž na východě obce u Cukrovarské ulice.

## Obyvatelstvo
| Rok            | 1869 | 1880 | 1890 | 1900 | 1910 | 1921 | 1930 | 1950 | 1961 | 1970 | 1980 | 1991 | 2001 | 2011  | 2021  |
| -------------- | ---- | ---- | ---- | ---- | ---- | ---- | ---- | ---- | ---- | ---- | ---- | ---- | ---- | ----- | ----- |
| Počet obyvatel | 419  | 510  | 592  | 599  | 595  | 586  | 722  | 693  | 685  | 718  | 738  | 635  | 736  | 1 248 | 2 247 |
| Počet domů     | 68   | 73   | 79   | 85   | 87   | 97   | 143  | 189  | 184  | 196  | 197  | 212  | 284  | 376   | 592   |

## Obecní správa

### Územněsprávní začlenění
Dějiny územněsprávního začleňování zahrnují období od roku 1850 do současnosti. V chronologickém přehledu je uvedena územně administrativní příslušnost obce v roce, kdy ke změně došlo:
- 1850 země česká, kraj Praha, politický okres Karlín, soudní okres Brandýs nad Labem[12]
- 1855 země česká, kraj Praha, soudní okres Brandýs nad Labem[12]
- 1868 země česká, politický okres Karlín, soudní okres Brandýs nad Labem[12]
- 1908 země česká, politický i soudní okres Brandýs nad Labem[13]
- 1939 země česká, Oberlandrat Mělník, politický i soudní okres Brandýs nad Labem[14]
- 1942 země česká, Oberlandrat Praha, politický i soudní okres Brandýs nad Labem[15]
- 1945 země česká, správní i soudní okres Brandýs nad Labem[16]
- 1949 Pražský kraj, okres Brandýs nad Labem[17]
- 1960 Středočeský kraj, okres Praha-východ[18]

### Obecní symboly
Znak a vlajka byly obci uděleny rozhodnutím předsedy Poslanecké sněmovny Parlamentu České republiky dne 9. prosince 2002.

## Společnost

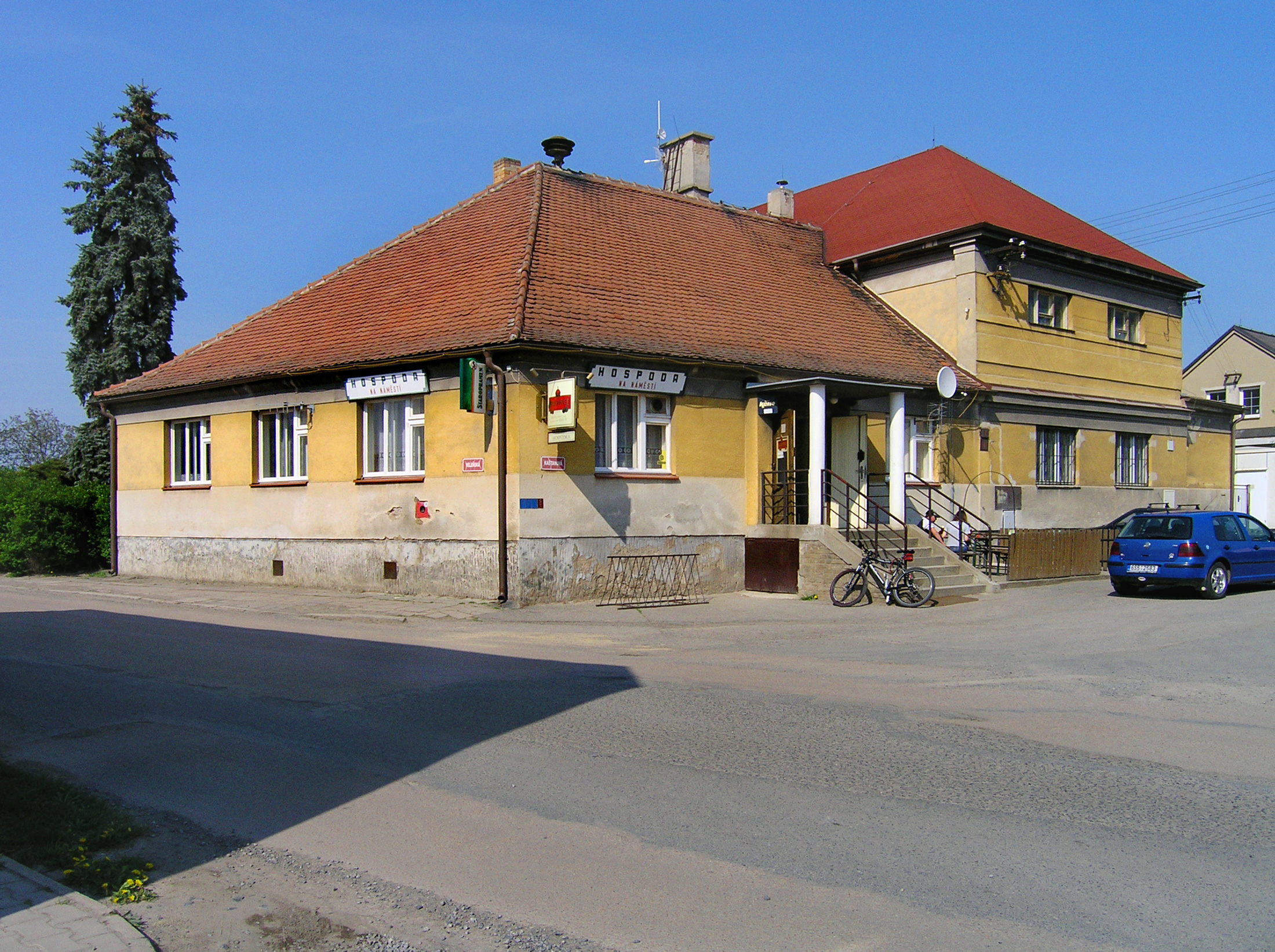
Hospoda

V obci Přezletice (přísl. Ctěnice, 870 obyvatel) byly v roce 1932 evidovány tyto živnosti a obchody: holič, čtyři hostince, kolář, konsumní družstvo, kolář, dva lomy, obchod s mlékem, dva obuvníci, obchod s palivem, pekař, tři pískovny, řezník, 7 obchodů se smíšeným zbožím, dvě trafiky, truhlář, velkostatek Schoeller, zámečník.

## Doprava

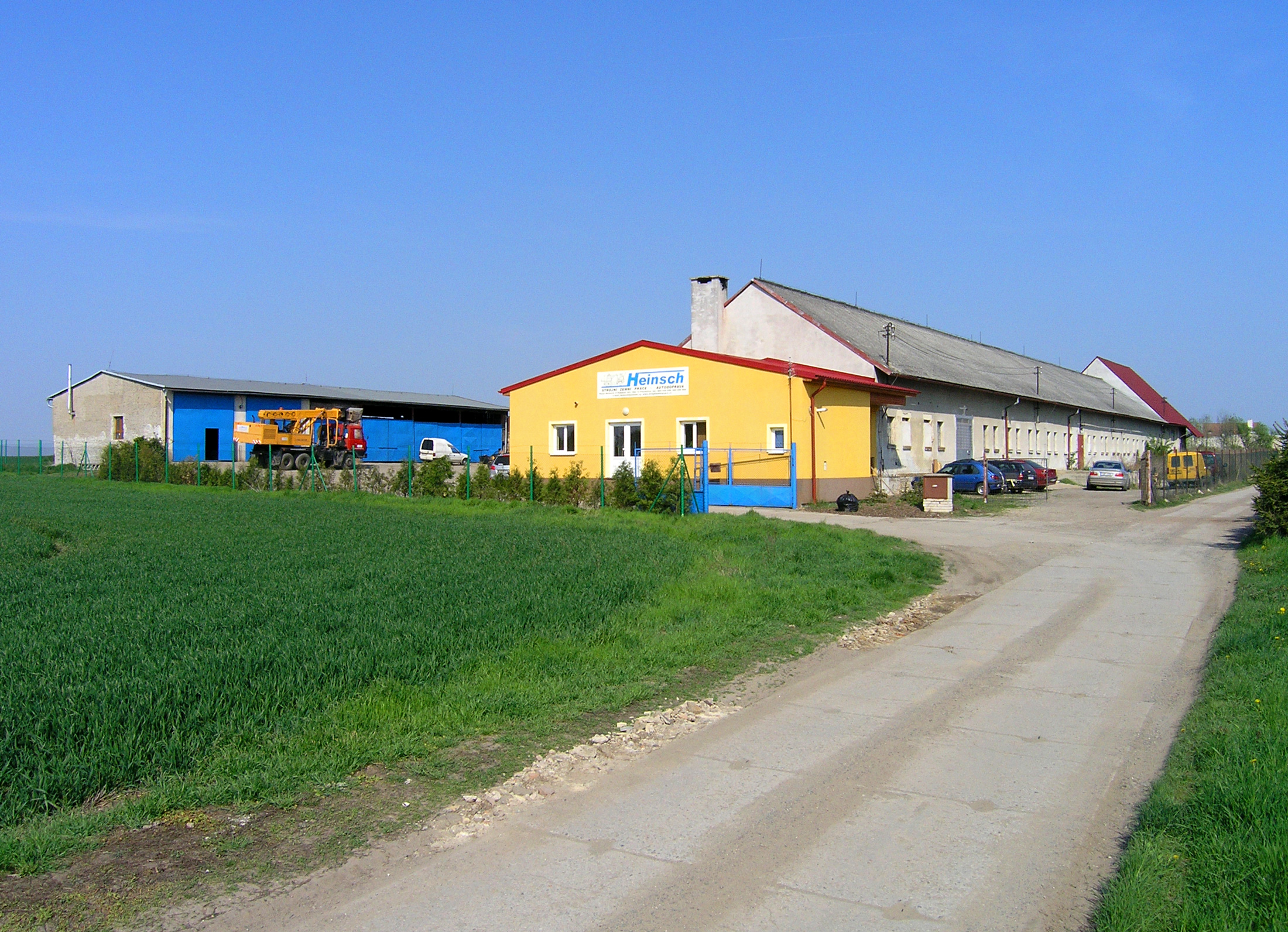
Zemědělský areál

Obcí vede silnice III. třídy. Ve vzdálenosti jednoho kilometru prochází silnice II/610 Praha–Turnov. Železniční trať ani stanice na území obce nejsou. Obec obsluhují tři linky městské hromadné dopravy. Linka 302 v trase Praha,Letňany - Přezletice,Kocanda (- Veleň), Linka 396 v trase Přezletice,Kocanda - Praha,Vinoř a linka 671 (školní autobus do Brandýsa nad Labem).
Přezleticemi prochází žlutě značená pěší turistická trasa z Veleně přes Ctěnice a Vinořský háj a síť vyznačených cyklotras.

## Pamětihodnosti

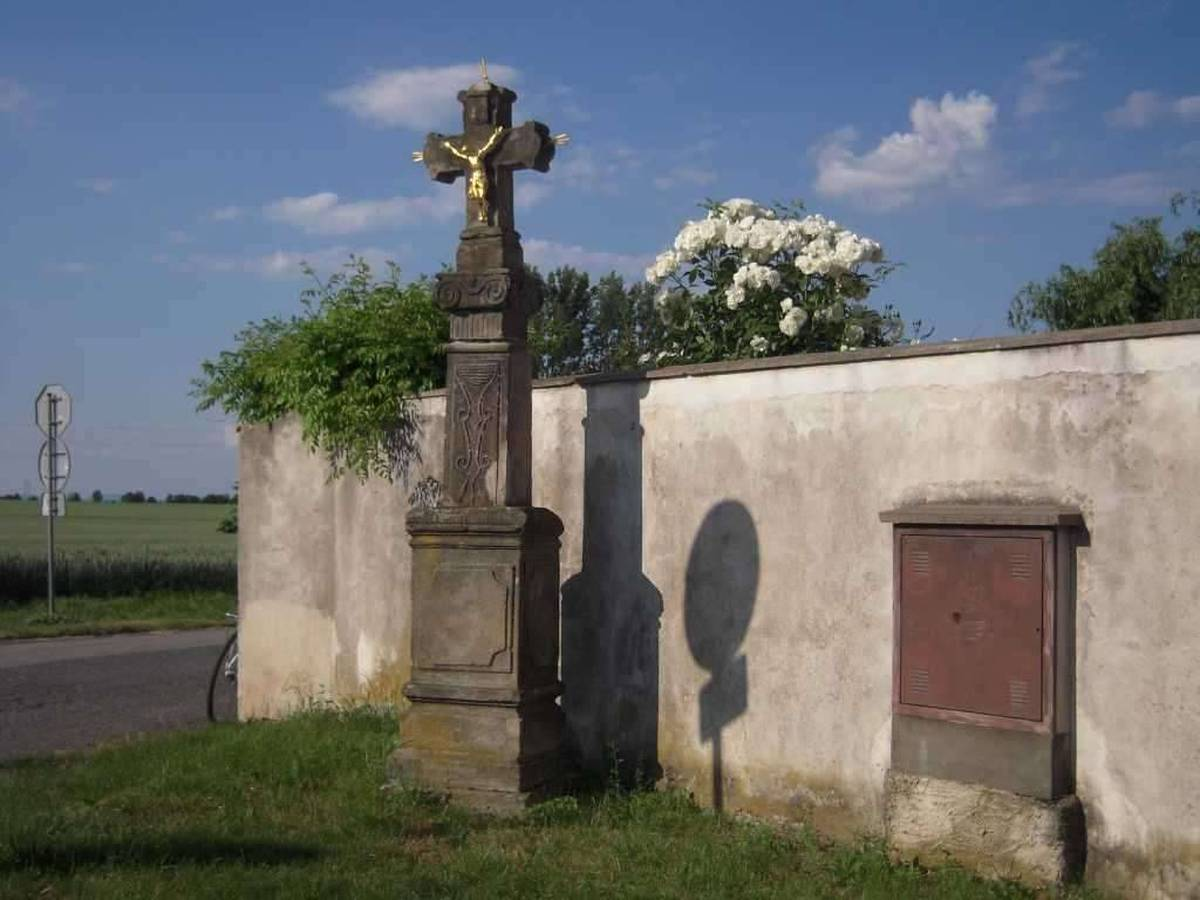
Kříž u silnice

- V severní části katastrálního území Přezletic se nachází staropleistocenní sídliště Zlatý kopec. Bylo známo již po polovině 20. století, samostatný archeologický výzkum zde byl zahájen roku 1975. Bylo odkryto téměř celé sídliště archantropů se zbytky chat, ohniště a smetiště s kostmi, zbytky potravy a zahozenými nástroji. Údajně zde byl nalezen jeden z nejstarších dokladů používání ohně v Evropě.[21]
- V severozápadní části vsi, u dnešní křižovatky Čakovické a Veleňské ulice, býval historický hostinec Kocanda při dnes již zaniklé původní cestě z Prahy do Brandýsa. Zůstal zachován v názvu ulice Na Kocandě. U Kocandy je i menší průmyslový objekt (firma Ekoplastik).
- Na Zlatém kopci stojí dvůr, který míval právo hor viničných.
- V roce 2015 bylo při stavbě rodinného domu v severní části vesnice nalezeno a prozkoumáno raně středověké pohřebiště z přelomu 10. a 11. století. Poloha soudobého sídliště není známá, ale je možné, že se nacházelo v místech přezletické zástavby. Nasvědčují tomu občasné nálezy keramických střepů. Tehdejší osada patrně patřila k zázemí vinořského hradiště.[22]

## Osobnosti
Jako nejvýznamnější rodák je zmiňován někdejší rychtář Přezletic Josef Černý, řečený Josef Miran nebo též Miran z Přezletic, který se zúčastnil selského povstání na jaře roku 1775 a následně byl 29. března 1775 u Invalidovny v místech pozdějšího Karlína oběšen. Jsou po něm pojmenovány Miranovy duby ve Vinořském háji, zasazené údajně v době povstání. Na jednom z nich je kovová pamětní tabulka, kterou nechal umístit Josef Fuxa.